# Észak-Korea történelme
Észak-Korea történelme 1945-ig megegyezik Dél-Korea történelmével. Korea északi része egykoron a koreai kereszténység központjának számított, ez azonban a huszadik század közepén végbemenő kommunista hatalomátvétel következtében gyökeresen megváltozott.

## Előzmény
A 13. századtól állandó harc folyt Koreában az idegen hódítók ellen. A 13-14. században Korea mongol uralom alatt állt, a 14. század végén pedig a kezdetben kínai befolyás alatt álló Ji-dinasztia került hatalomra. 1637-ben a mandzsu Csing-dinasztiától került – kezdetben tényleges, később névleges – függésbe az ország. 1910-ben Japán annektálta a Koreai-félszigetet majd annak északi része 1945-ben szovjet megszállás alá került, ahol szocialista berendezkedésű állam alakult. Az 1950 és 1953 között zajló koreai háborút követő fegyverszüneti egyezmény visszaállította a határt. Bár a két ország között politikai tárgyalásokra már az 1970-es évek elején történtek kezdeményezések, erre csak az 1980-as évek végén került sor, s az első hivatalos kormányzati szintű csúcstalálkozót csak 2000-ben tartották meg. 1945-től 1994-ig a Koreai Munkapárt főtitkára Kim Ir Szen tartotta kezében a hatalmat, amelyet halála után fia Kim Dzsongil vett át. Miközben az ország népességének élelmezéséhez elengedhetetlenül fontosak a nemzetközi élelmiszersegélyek, addig az állami vezetés nagyszabású vegyi, biológia és nukleáris fegyverkezési programba kezdett, s továbbá az ország összes GDP-jének több mint 30%-át (!) fordítja a világ egyik legnagyobb hadseregének fenntartására.

## A Koreai Népi Demokratikus Köztársaság 1948-as kikiáltása
A Koreai Népi Demokratikus Köztársaságot (KNDK) 1948. szeptember 9-én kiáltották ki a megszálló szovjet hadsereg ellenőrzése alatt. Habár egy Koreai Kommunista Párt is létezett akkoriban az országban, a szovjetek olyan kommunista vezetőket helyeztek az ország élére, akik a háború idején a Szovjetunióban tartózkodtak – ezt a módszert alkalmazták Kelet-Európában is. Ennek megfelelően, 1946 februárjában Kim Ir Szent nevezték ki az Észak-Koreai Ideiglenes Népi Bizottság élére, amely 1948-ban került hatalomra az országban. Ekkor lett Kim Ir Szen az ország miniszterelnöke. Ezt a pozíciót 1972-ig megtartotta, amikor is ő lett az államelnök. A hatalom középpontjában mégis a Koreai Munkapárt állt, aminek Kim volt a főtitkára.

## Az első időszak
Kim Ir Szen gyorsan egy szovjet-típusú államot hozott létre, amelyet a KMP (Koreai Munkapárt) irányított egyeduralommal. Ők vezették be később az országban a tervgazdaságot, amely a mai napig jelen van Észak-Koreában. Az ország jövedelmező üzletei japán vagy dél-koreai kézben voltak, de ezek nem akartak együttműködni az országgal. Ennek következtében 1946-ban megkezdték az államosítását ezeknek a vagyonoknak. Ekkor még csak a 70%-át államosították, de 1949-re ez a szám már elérte 90%-ot. Mára minden gyár és külföldi és belföldi iparágazat az állam vezetése alá került. 
A mezőgazdaság, amelytől az egész gazdaság függött, lassú fejlődésnek indult.

## A koreai háború (1950-1953)
Kim Ir Szen nem fogadta el Korea kettéosztását. Li Szin Man rendszerének megszilárdítása, és az 1948-as októberi forradalom elnyomása Dél-Koreában véget vetett Kim reményeinek, miszerint az országot forradalommal egyesíteni lehet. Ettől kezdve kínai és szovjet támogatást keresett ahhoz, hogy katonai erőkkel egyesítse Koreát. A dél-koreai amerikai hadsereg majdnem teljes kivonása után 1949-ben az országot már csak a Koreai Köztársaság Hadserege védte, amely akkoriban nagyon gyenge és tapasztalatlan volt. A KNDK hadserege fölénybe került a déliekkel szemben, mivel számíthatott szovjet vagy kínai támogatásra, akik korábban kiválóan harcoltak a japánokkal szemben.
Kezdetben Sztálin visszautasította Kim Ir Szen kérését, de a kommunisták győzelme Kínában és a szovjet atomfegyverek meggyőzték a szovjet vezért. Végül 1950-ben beleegyezett egy dél ellen irányuló invázióba. A szovjet szakértők segítettek megtervezni a támadást, valamint szovjet oktatók tanították ki az észak-koreai katonákat. 
A KNDK 1950. június 25-én támadta meg Dél-Koreát, óriási meglepetést okozva ezzel. Miközben a déliek felfogták volna mi történik, az észak-koreaiak már elfoglalták Szöult, és megkezdték az előrenyomulást a félsziget déli része felé. Viszont októberben az ENSZ hadserege az Amerikai Egyesült Államokkal az élen visszafoglalta Szöult, és kiszorította az észak-koreai katonákat Dél-Koreából. Később Phenjant is elfoglalták, így Kim Ir Szennek Kínába kellett menekülnie. Az amerikai csapatok (saját stratégiai szakértőik valamint felsőbb figyelmeztetés ellenére) nem álltak meg a Jalu-folyónál (amely jelenleg is a határt képezi Kína és a Koreai Népi Demokratikus Köztársaság között), így novemberben Kína, a megtámadott ország ürügyét felhasználva, belépett a háborúba, és decemberben visszafoglalták Phenjant, januárban pedig Szöult. Végül márciusban az ENSZ seregek visszafoglalták Szöult. 1953-ban a frontvonalon demilitarizált zónát hoztak létre, amely ma a két ország határát képezi.
A háború után Kim Ir Szen visszaállította az abszolút uralmát Észak-Koreában. A dél-koreai kommunisták vezetőjét, Pak Honjongot felelősségre vonták az Észak-Korea melletti propagandáért, és 1955-ben ki is végezték.

## A háború végétől a Szovjetunió felbomlásáig
Az 1954-től 1956-ig tartó hároméves terv eltüntette a háború okozta károkat, és visszaállította az ipari termelést a háború előtti időszak szintjére. Ezt egy úgynevezett ötéves terv követte 1957-től 1961-ig, valamint egy hétéves terv 1961-től 1967-ig. Ezek további növekedést hoztak az ipari termelésben és jelentős fejlődést hoztak az ország infrastruktúrájának. De a hatvanas években a KNDK gazdasága ugyanazokat az „eltorzulásra” utáló jeleket kezdte kimutatni, mint az összes többi szovjet csatlós államban. Ez főleg a nagyvárosok és a vidék közötti óriási különbségekben mutatkozott meg, és ennek hatására a mezőgazdasági termelés megrekedt. A fogyasztói áruk hiánya és a szociális infrastruktúra romlása hanyatlást hozott a termelésben a szigorú fegyelem ellenére. 
A KNDK helyzetét bonyolította az 1960-ban kezdődő Kínai-Szovjet elszakadás. A Szovjetunió és Észak-Korea kapcsolata megromlott, amikor kitudódott, hogy Kim Ir Szen Kína oldalán áll, bár Kim arra használta ezt a helyzetet, hogy egy még független politikát hozzon létre. Ennek az eredmény az lett, hogy a Szovjetunió kevesebb segélyt és bizalmat nyújtott az országnak, amelyet nem lehetett helyettesíteni a kínai támogatással, még akkor sem ha Kína mindenben hajlandó lett volna segíteni a Koreai Népi Demokratikus Köztársaságnak. Amíg támogatta a kínai mozgalmakat látta, hogy a kulturális forradalom és a „Száz Virág Mozgalom” veszélyes és destabilizáló. Alternatívaként Kim támogatta a „Dzsucse” eszmét (jelentése: „önbizalom”), és ezzel marxista–leninista világnézetet hozott Koreába.

## A 21. században
2018. október 1-jén megkezdődött a két Koreát elválasztó demilitarizált övezet aknamentesítése. A munkálatok 20 napig tartottak.